# Гдански окръг
Гдански окръг (на полски: Powiat gdański; на кашубски: Gduńsczi kréz) е окръг в Северна Полша, Поморско войводство. Заема площ от 793,75 км2.
Административен център е град Прушч Гдански.

## География
Окръгът се намира в историческата област Померелия (Гданска Померания). Разположен е в източната част на войводството.

## Население
Населението на окръга възлиза на 100 912 души (2012 г.). Гъстотата е 127 души/км2.

## Административно деление
Административно окръгът е разделен на 8 общини.
Градска община:
- Прушч Гдански

Селски общини:
- Община Велке Тромбки
- Община Велке Цедри
- Община Колбуди
- Община Прушч Гдански
- Община Пшивидз
- Община Пъшчолки
- Община Сухи Домб

## Фотогалерия
- Прушч Гдански
- Велке Цедри
- Пшивидз
- Пъшчолки
- Сухи Домб
- Велке Тромбки